# Dodge Venom
Pour les articles homonymes, voir Venom.
La Dodge Venom est un concept car produit en 1994 par le constructeur automobile américain Dodge. La voiture a été construite sur une version modifiée de la plate-forme PL de Chrysler utilisée sur la Dodge Neon. La voiture a été conçue pour présenter le design cab forward de Dodge dans un ensemble de voitures de sport à deux places. Bien que basé sur la Neon, le moteur V6 amélioré et la propulsion confèrent à cette voiture un attrait sportif. La voiture était équipée d'un moteur V6 de 3,5 litres, à moteur à arbre à cames en tête, à 24 soupapes, capable de produire 245 chevaux et 299 N m de couple à 2 800 tr/min. Elle a été lancée avec deux autres concept cars le 3 janvier 1994. La voiture devait coûter 8 975 $, 13 000 $ «toutes options»".

## Conception
Construite tout acier, avec une structure en aluminium, et une ligne de toit en porte-à-faux. La conception Cab-Forward susmentionnée a permis à la voiture d'être plus aérodynamique et spacieuse. Le bloc moteur était en fonte et comportait des composants en fibre de carbone et en fibre d'aramide Kevlar,. La conception était basée sur une autre voiture de sport Dodge du département Street & Racing Technology, la Dodge Viper. La voiture a été optimisée pour les performances sur les parcours de course et pouvait passer de 0 à 100 km/h en 5,2 secondes. L'avant et l'arrière utilisaient une configuration de suspension à double bras triangulaire, des freins à disque antiblocage aux quatre roues à jour et des pneus de 245 millimètres. Les pneus avant étaient de 19 pouces et les pneus arrière de 20 pouces Les roues ont été déplacées vers les coins du modèle, ce qui a augmenté à la fois l'empattement et la voie. Cela a permis une manipulation plus agile. La voiture n'a été lancée qu'avec un extérieur perle vert jaune fluo avec un capot noir. La voiture comportait également un quadruple système d'échappement, ce qui rend la voiture plus bruyante. La voiture comportait également des pièces d'autres voitures telles que l'ancienne calandre de style "guidon" de la Coronet, l'écope latérale de la Viper et l'arrière des Challenger et Barracuda. La voiture pèse environ 1 200 kg, ce qui est plus léger que les anciennes versions de muscle cars, qui pesaient environ 1 700 kg. La longueur de la voiture était 340 mm plus longue, 89 mm plus basse et 191 mm plus haute que les autres voitures sous-compactes de l'époque.

## Popularité
La voiture était très populaire auprès des amateurs de voitures, étant présente sur le circuit automobile international depuis des années. Habituellement, la popularité d'un concept car ne dure pas des années, mais seulement des semaines. Malheureusement pour ces amateurs, elle n'a jamais été produite. Ce concept a été l'une des premières tentatives de fabrication d'une muscle car moderne, mais comme elle n'a jamais été produite la première muscle car moderne produite par Dodge a été la Dodge Challenger en 2008.

## Caractéristiques

### 1994
- Suspension : Indépendantes avant et arrière, doubles bras A
- Freins : Disque aux quatre roues avec ABS
- Empattement : 2 692 mm
- Longueur totale : 4 638 mm
- Largeur totale : 1 902 mm
- Hauteur totale : 1 308 mm
- Voie avant : 1 618 mm
- Voie arrière : 1 659 mm
- Pneus avant : P245/45R19
- Pneus arrière : P245/45R20